# Агис IV
Агис IV (др.-греч. Ἆγις, ионич. Эгий, Ἦγις; около 262—241 до н. э.) — царь Спарты из рода Еврипонтидов с 245 года до н. э.

## Биография
Агис IV унаследовал царский престол Спарты в 245 году до н. э. после своего отца Эвдамида II. Пытался воплотить ряд реформ, обставленных как «восстановление Ликургова устройства».
С целью ликвидации резкого имущественного расслоения и возрождения военной мощи Спарты Агис IV выдвинул программу радикальных реформ, предполагавшую кассацию долгов, передел земли и наделение неимущих земельными участками (клерами), увеличение числа полноправных граждан за счёт периэков. В результате проведения реформ Агиса долговые документы были сожжены, противодействующие проведению реформ эфоры заменены другими, но передел земли был заторможён крупными землевладельцами и начавшейся войной с Этолией. В 241 году до н. э. Агис IV был обвинён в стремлении к тирании и казнён вместе с матерью Агесистратой и бабушкой Архидамией.
Новым правителем Спарты из рода Еврипонтидов стал сын Агиса IV Эвридамид.